# Thérapie d’échange et de développement
La Thérapie d’échange et de développement ou TED, est une thérapie rééducative destinée aux enfants avec un trouble du spectre de l'autisme (TSA), basée sur l’échange ludique entre l’enfant et le thérapeute. Elle s’inscrit dans le cadre d’un suivi thérapeutique précoce, complet et personnalisé.

## Définition et concepts
La thérapie d’échange et de développement (TED) a pour objectif d'exercer les domaines déficients chez la personne autiste en vue d'une rééducation fonctionnelle. Conçue comme un jeu qui « mobilise les systèmes intégrateurs cérébraux », la thérapie est définie en accord avec la famille de l'enfant en privilégiant les secteurs fonctionnels où l'enfant connaît des difficultés.

### Histoire
La TED a été élaborée au cours des années 1980 par une équipe française du CHRU de Tours, composée de Catherine Barthélémy, Gilbert Lelord et Laurence Hameury. La TED a été conçue à partir d’une approche neurodéveloppementale des TSA. Le service de pédopsychiatrie du CHRU de Tours intègre des séances de TED dans le cadre d’un suivi thérapeutique personnalisé de l’enfant, quel que soit son niveau intellectuel. Grâce à l’intégration de ses fondements neurophysiologiques et sa visée rééducative, la TED a été recommandée par la Haute Autorité de santé (HAS) en 2012.

## Objectif de la thérapie
L’objectif de la séance de TED est la rééducation neurofonctionnelle de la communication sociale. En particulier, avant 4 ans l’importante plasticité neuronale profite grandement à la rééducation des fonctions cérébrales déficientes dans l’autisme : l’attention, l’association, l’intention, le contact, la communication et la régulation. Le but de la TED et des thérapies complémentaires est d’aider l’enfant avec autisme à reparcourir les étapes escamotées de son développement et ainsi de faciliter le développement de ses capacités cognitives et socio-émotionnelles en mobilisant l’activité des systèmes intégrateurs cérébraux sous-jacents. La TED permet ainsi une meilleure intégration de l’enfant dans son environnement.

## Programme
La TED n’est pas une thérapie indépendante, mais elle fait partie d’un programme coordonné et multidisciplinaire de soin de l’enfant. La thérapie personnalisée est définie par l’équipe spécialisée en accord avec la famille, selon les besoins particuliers de l’enfant, qui sont définis grâce à une évaluation initiale approfondie (évaluation comportementale, psychologique et neurophysiologique) à partir d’échelles et d’épreuves cliniques spécifiques.

### Séance
La séance TED consiste en une séquence d’une vingtaine de minutes. La séance se déroule dans une pièce calme offrant une ambiance apaisante : l’enfant est invité à s’installer à une petite table, support pour le déroulement des jeux, lesquels sont présentés un à un à l’enfant afin de favoriser au maximum l’interaction, l’échange et l’attention. 
Les séances de TED sont basées sur l’échange entre l’enfant et le thérapeute par l’intermédiaire du jeu où le partage, le regard et l’attention conjointe sont rééduqués. La TED est basée sur trois concepts fondamentaux visant le maintien de l’atmosphère ludique et de découverte propre à la thérapie : la sérénité, la disponibilité et la réciprocité. Pour une évaluation clinique objective, les séances TED sont enregistrées : les vidéos permettent à l’équipe de suivre et évaluer l’évolution de l’enfant, ainsi que d’informer les parents.

#### Sérénité
Les séquences ont lieu si possible à la même heure et au même endroit, une petite salle de jeu dépouillée de toute source de distraction. La sérénité favorise une ambiance calme, le contexte thérapeutique est simplifié pour que les sens de l’enfant ne soient pas excessivement sollicités. 

#### Disponibilité
Le thérapeute est disponible, s’adapte aux besoins de l’enfant, il se montre attentif aux initiatives et changements de comportement qui véhiculent l’interaction. 

#### Réciprocité
La réciprocité instaurée par les échanges permet de renforcer les contacts par le regard et la communication afin et de créer une relation de partage entre l’enfant et le thérapeute. 

### Application de la TED au groupe
Selon les mêmes principes, des séances TED sont ensuite proposées dans le cadre du groupe où l’interaction et l’attention sont généralisées aux autres enfants.

### Intégration pluridisciplinaire
Les observations cliniques et pédagogiques, régulièrement réévaluées, complètent celles faites par la famille pour construire un programme global, personnalisé et transdisciplinaire de prise en charge de l’enfant incluant, selon les besoins : 
- Une rééducation psychomotrice (en individuel ou en groupe)
- Une rééducation orthophonique
- Une psychothérapie
- Parallèlement à une scolarisation dans les contextes ordinaires si cela est adapté.

## Évolution de l’enfant
Les thérapeutes mesurent régulièrement les évolutions de l’enfant. Sur la base des changements constatés, le thérapeute peut alors définir la prochaine séquence TED, en adéquation avec les progrès de l'enfant ou ses besoins à un moment précis. Une étude conduite en 2013 montre que la TED favorise les capacités d’imitation, d’attention conjointe, le développement des interactions sociales et une meilleure capacité d’adaptation. Des améliorations du fonctionnement cognitif et émotionnel et des diminutions des déficits socio-communicatifs ont aussi été observées.

### Évaluation du suivi
L’évaluation du comportement est réalisée par l’équipe à l’aide de nombreux tests d’évaluation quantitative mesurant les comportements autistiques et le fonctionnement cognitif et socio-émotionnel comme l’ECA (échelle des comportements autistiques), la BECS (batterie d'évaluation cognitive et socio-émotionnelle) et l’EC2R (échelle des comportements répétés et restreints). La cotation des comportements au cours du temps permet de mesurer les changements et la diminution des symptômes autistiques concernant en particulier les interactions sociales, la communication et la résistance aux changements.

### Recherche
Les mesures cliniques sont accompagnées d'explorations en eye-tracking et électroencéphalographie (en particulier par des mesures des potentiels évoqués). Ces méthodes permettent de recueillir des données afin d’objectiver au niveau cérébral les effets des prises en charge proposées au sein du service de pédopsychiatrie de Tours.